# Книгата на Лила
„Книгата на Лила“ (на испански: El libro de Lila) е колумбийско-уругвайски анимационен филм от 2017 г. на режисьора Марсела Ринкон Гонсалес по неин сценариий, а продуцент е сестра ѝ Марица Ринкон Гонсалес. Продуциран от Fosfenos Media и Palero Estudio, „Книгата на Лила“ е първият анимационен филм в Колумбия, който е режисиран от жена. Филмът излиза по колумбийските кина на 28 септември 2017 г.

## Озвучаващ състав в оригинала
- Мария София Монтоя – Лила
- Антоан Филипард – Рамон
- Естефания Дуки – Мануела
- Леонор Гонзалес Мина – Гиярдиана де ла Селва
- Хорхе Херера – Саньор дел Олвидо

## В България
В България филмът излиза по кината на 5 април 2024 г. от Floria Films и е разпространен от „Александра Филмс“. В дублажа участва куклената актриса Светлина Станчева, която озвучава Лила.